# Cleómbroto (regente)
Cleómbroto (en griego antiguo: Κλεόμβροτος, Kleómbrotos; Esparta, ... – Esparta, 479 a. C.) fue un militar espartano, regente de Esparta tras la muerte del rey Leónidas I, debido a la minoría de edad de Plistarco, el heredero al trono.

## Biografía
Hijo de Anaxándridas II  y hermano de Cleómenes I, Dorieo y Leónidas I, fue nombrado regente del trono Agíada en 480 a. C., como tutor de su sobrino Plistarco, quien era todavía un niño cuando su padre, el rey Leonidas I, murió en la batalla de las Termópilas. Cleómbroto ejerció la regencia junto con Leotíquidas II, su colega Euripóntida,   en la difícil época de la segunda guerra médica, en los momentos posteriores a las batallas de las Termópilas y la de Artemisio.
Tomó el mando del ejército espartano y fue a inspeccionar el Istmo de Corinto, donde se estaba construyendo un muro, según los planes de la Liga Helénica,  para mantener al ejército persa fuera del Peloponeso. Poco después de su regreso, Cleómbroto murió repentinamente (479 a. C.), dejando la regencia a su hijo Pausanias, que más tarde condujo al ejército aliado a la victoria final en la batalla de Platea.
Además de Pausanias, Cleómbroto tuvo otro hijo, Nicomedes, general espartano en la batalla de Tanagra (457 a. C.) y regente del rey Plistoanacte, hijo de Pausanias.